# Plectranthus pobeguinii
Plectranthus pobeguinii là một loài thực vật có hoa trong họ Hoa môi. Loài này được (Hutch. & Dalziel) ined. miêu tả khoa học đầu tiên.